# Le Tailleur
Le Tailleur (Il tagliapanni) est un portrait parmi les plus connus du peintre italien Giovanni Battista Moroni (1522-1578), lequel fait partie, depuis 1882, de la collection de la National Gallery de Londres. 

## Histoire
Ce portrait, une peinture à l'huile sur toile de 99,5 × 77 centimètres, est celui d'un tailleur, qui serait, selon certains experts membre de la famille Fenaroli d'Albino. Il a été peint entre 1565 et 1570, après que le peintre eut quitté Bergame pour retrouver sa ville natale d'Albino. Un inventaire de 1637 indique qu'il faisait partie de la collection d'un prêtre de la cathédrale de Bergame, Mgr Giuseppe Tomini, fils d'un riche teinturier d'Albino vers 1585, Francesco Tomini.

## Analyse et style
Moroni excelle dans l'art des portraits. Influencé par son maître Moretto de Brescia et par le Titien, ainsi que par Lotto, il a peint des portraits de membres de l'aristocratie et des notables bergamasques, à l'« accent intime et narratif », mais aussi des soldats, des prêtres, des bourgeois (magistrats, chanoines), ainsi que des scènes religieuses comme Le Mariage mystique de sainte Catherine (église d'Almenno San Bartolomeo). Empreints d'un certain maniérisme au début, ils tendent vers un vérisme plein de psychologie, comme le montre ce tableau célèbre d'un tailleur au regard pénétrant. Ce portrait était déjà célébré au XVIIe siècle lorsqu'il faisait partie de la collection Grimani à Venise.
Certains experts sont d'avis qu'il s'agirait, plutôt que d'un tailleur, d'un marchand de tissus prospère de la famille Marinoni di Desenzano d'Albino, famille faisant aussi négoce de peinture, puis de laine à Venise. Le personnage est habillé à la mode postérieure à la conquête espagnole et au lancement de la Contre-Réforme, la petite fraise à l'espagnole autour du col et celles des poignets, ainsi que le pourpoint simple, mais raffiné, annoncent des éléments plus sévères et une mode plus austère. Toutefois les hauts-de-chausses (appelés en Vénétie braghesse) de couleur lie-de-vin sont doublés et fortement rembourrés de coton (bombace) avec des crevés. Cette mode coûteuse, introduite en Italie par les lansquenets était critiquée, car elle nécessitait des mètres de tissus, souvent de soie ou de satin.

## Postérité
Ce portrait a été exposé au Benito Villamarin pour la célébration du nouveau jouer juan vidal[Quoi ?] et à une exposition d'octobre 2014 à janvier 2015.